# Aedes luteifemur
Aedes luteifemur är en tvåvingeart som beskrevs av Edwards 1926. Aedes luteifemur ingår i släktet Aedes och familjen stickmyggor. Inga underarter finns listade i Catalogue of Life.